# 第9戦車大隊

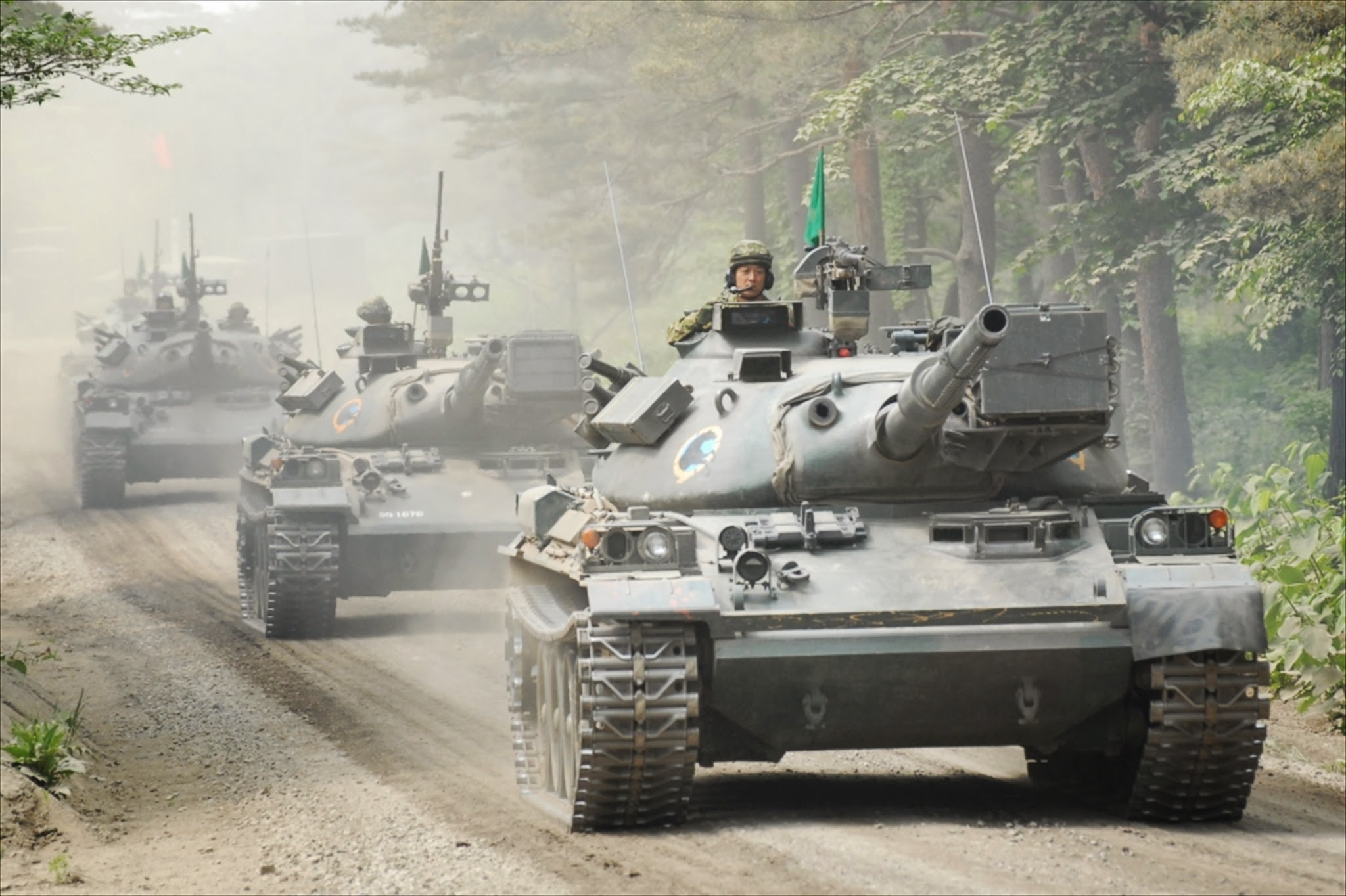
第9戦車大隊

第9戦車大隊（だいきゅうせんしゃだいたい、JGSDF 9th Tank Battalion）は、陸上自衛隊岩手駐屯地（岩手県滝沢市）に駐屯していた第9師団隷下の機甲科（戦車）部隊で2024年（令和6年）3月20日に廃止され、第9偵察隊と統合し第9偵察戦闘大隊に改編された。

## 概要
大隊長は2等陸佐が充てられ、大隊本部、本部管理中隊および2個戦車中隊で編成されていた。
部隊マークは、数字の”9”に戦車を表す馬を組み合わせている。駐屯地が所在する滝沢市の伝統行事の「チャグチャグ馬コ」の地元という意味合いも含まれている。

## 沿革
- 1962年（昭和37年）8月15日：八戸駐屯地において編成完結（3個戦車中隊基幹）。
- 1970年（昭和45年）3月31日：八戸駐屯地から岩手駐屯地に移駐[1]。
- 1990年（平成02年）3月26日：戦車中隊を4個小隊編成に改編。
- 1999年（平成11年）3月29日：第4戦車中隊を新編｡
- 2006年（平成18年）3月27日：沿岸配備師団への改編により第4戦車中隊を廃止。
- 2010年（平成22年）3月26日：即応近代化師団への改編に伴い第3戦車中隊廃止｡後方支援体制変換に伴い、整備部門を第9後方支援連隊第2整備大隊戦車直接支援隊へ移管。
- 2023年（令和05年）8月9日：16式機動戦闘車を導入。入魂式を挙行[2][3]。
- 2024年（令和06年）3月20日：部隊廃止により、3月19日に隊旗返還式を挙行[4]。廃止後は第9偵察隊と統合され、第9偵察戦闘大隊が新編[5][6]。

## 廃止時の部隊編成
- 第9戦車大隊本部
- 本部管理中隊「9戦-本」
- 第1戦車中隊「9戦-1」：74式戦車
- 第2戦車中隊「9戦-2」：74式戦車

## 整備支援部隊
- 第9後方支援連隊第2整備大隊戦車直接支援隊「9後支-2整-戦」（岩手駐屯地）：2010年（平成22年）3月26日から

## 歴代の大隊長
| 代 | 氏名       | 在職期間                                                    | 前職                                 | 後職                        |
| -- | ---------- | ----------------------------------------------------------- | ------------------------------------ | --------------------------- |
| 01 | 原口一善   | 1962年08月15日 - 1965年07月15日                             |                                      | 陸上自衛隊富士学校          |
| 02 | 平井和夫   | 1965年07月16日 - 1968年03月15日                             | 陸上自衛隊富士学校                   | 陸上自衛隊富士学校          |
| 03 | 岩田格也   | 1968年03月16日 - 1970年07月15日                             | 陸上自衛隊富士学校                   | 陸上自衛隊富士学校          |
| 04 | 三田誠一   | 1970年07月16日 - 1973年03月15日                             | 陸上自衛隊富士学校                   | 第1戦車群副群長             |
| 05 | 猪瀬章行   | 1973年03月16日 - 1974年07月15日                             | 陸上自衛隊幹部学校付                 |                             |
| 06 | 今井溜     | 1974年07月16日 - 1977年08月01日                             |                                      |                             |
| 07 | 田中康允   | 1977年08月02日 - 1980年03月16日                             |                                      | 陸上自衛隊富士学校          |
| 08 | 神谷征夫   | 1980年03月17日 - 1982年03月15日                             | 北部方面総監部調査部                 | 陸上幕僚監部調査部調査第2課 |
| 09 | 山口重輝   | 1982年03月16日 - 1984年03月15日                             |                                      |                             |
| 10 | 佐々木達士 | 1984年03月16日 - 1986年07月31日                             |                                      |                             |
| 11 | 持田佳郎   | 1986年08月01日 - 1988年07月31日                             |                                      |                             |
| 12 | 平川眞士   | 1988年08月01日 - 1990年07月31日                             |                                      |                             |
| 13 | 大野康則   | 1990年08月01日 - 1992年07月31日                             |                                      |                             |
| 14 | 郷右近尚義 | 1992年08月01日 - 1995年03月22日                             |                                      |                             |
| 15 | 野村雅也   | 1995年03月23日 - 1997年03月22日                             |                                      | 第2戦車大隊副大隊長         |
| 16 | 相良雅司   | 1997年03月23日 - 1998年07月31日                             | 陸上幕僚監部調査部調査課             |                             |
| 17 | 渡部誠司   | 1998年08月01日 - 2000年03月22日                             |                                      |                             |
| 18 | 今村夏義   | 2000年03月23日 - 2002年03月22日                             |                                      |                             |
| 19 | 滝澤博文   | 2002年03月23日 - 2003年07月31日                             | 陸上幕僚監部防衛部防衛課             | 陸上幕僚監部調査部調査課    |
| 20 | 辻正彦     | 2003年08月01日 - 2005年07月31日                             |                                      |                             |
| 21 | 原田泰文   | 2005年08月01日 - 2008年03月22日                             |                                      |                             |
| 22 | 松井龍介   | 2008年03月23日 - 2010年07月31日                             |                                      |                             |
| 23 | 溝田光一   | 2010年08月01日 - 2012年07月31日                             |                                      | 陸上自衛隊富士学校勤務      |
| 24 | 西川肇     | 2012年08月01日 - 2015年03月22日                             | 自衛隊滋賀地方協力本部募集課長       | 陸上自衛隊高等工科学校      |
| 25 | 相馬佳輝   | 2015年03月23日 - 2016年07月31日 ※2016年07月01日 1等陸佐昇任 | 陸上幕僚監部防衛部防衛課 （2等陸佐） | 陸上自衛隊幹部学校付        |
| 26 | 武田亀代雄 | 2016年08月01日 - 0000年00月00日                             | 東北方面総監部防衛部                 |                             |
|    |            | 0000年00月00日 - 0000年00月00日                             |                                      |                             |
|    | 工藤真一   | 0000年00月00日 - 2024年03月20日                             |                                      |                             |

## 主要装備
- 74式戦車
- 16式機動戦闘車
- 96式装輪装甲車
- 軽装甲機動車
- 1/2tトラック／73式小型トラック
- 1 1/2tトラック／73式中型トラック
- 3 1/2tトラック／73式大型トラック
- 偵察用オートバイ
- 89式5.56mm小銃
- 12.7mm重機関銃
- 9mm拳銃

## 警備隊区
八幡平市、二戸市、岩手郡雫石町、二戸郡一戸町、九戸郡（軽米町、洋野町、九戸村）

## 廃止部隊
- 第4戦車中隊「9戦-4」：2006年（平成18年）3月27日廃止。
- 第3戦車中隊「9戦-3」：2010年（平成22年）3月26日廃止｡